# 올륌피아 (경기장)
올륌피아(스웨덴어: Olympia)는 스웨덴 헬싱보리에 위치한 축구 경기장으로, 헬싱보리 IF의 홈구장으로 사용되고 있다. 1898년에 개장했으며 1993년, 1997년, 2010년 세 차례에 걸쳐 보수 공사가 진행되었다. 16,673명–17,200명까지를 수용할 수 있으며 1958년 FIFA 월드컵과 1995년 FIFA 여자 월드컵 경기장으로 선정되었다.